# Ahmed Sékou Touré
|  | No s'ha de confondre amb Sékou Touré (futbolista). |

  Ahmed Sékou Touré  (n’Ko: ߊߤߊߡߊߘ ߛߋߞߎ߬ ߕߎ߬ߙߋ)  (Faranah, 9 de gener de 1922 - Cleveland, 26 de març de 1984) va ser un líder polític guineà que va ser elegit primer president de Guinea, governant entre 1958 fins a la seva mort el 1984. Touré va ser un dels primers nacionalistes guineans implicats en obtenir la independència del país de França.
El 1960, va declarar el seu Partit Democràtic de Guinea l'únic partit legal de l'Estat, i va governar des d'aleshores com a dictador virtual. Va ser reelegit per diversos mandats de set anys en absència d'oposició legal, ja que va empresonar o exiliar als seus líders opositors més forts. S'estima que 50.000 persones van morir durant el seu règim.
Musulmà de l'ètnia mandinka, Sekou Touré va ser el besnet del poderós clergue musulmà Samori Toure que va establir un govern islàmic independent en part de l'Àfrica Occidental.
L’octubre de 2021, amb motiu del 50è aniversari de la matança d’octubre de 1971, familiars de 70 guineans executats sota el règim de Sékou Touré van demanar rehabilitació al president Mamady Doumbouya i un enterrament digne per a les víctimes.